# 중면
중면(中面)은 경기도 연천군의 면이다. 면적은 95.03 km2이고, 인구는 2016년 12월 말 기준으로 223 명이다.
1980년 1월 1일 삼곶리, 1985년 9월 20일 횡산리가 행정리로 승인되어 민간인이 입주하였고, 1992년 7월 연천읍에 있던 면사무소가 삼곶리로 이전하였다. 그래서 삼곶리, 횡산리 제외 나머지의 리들은 거주 주민, 인구 등이 아예 없다.

## 역사
1914년 부군면 통폐합 때 삭녕군 군내면과 동면이 연천군으로 편입되고 군내면은 북면으로 개칭하였다. 1934년에 이들 지역이 삭녕면으로 통합됐다. 한국 전쟁으로 대한민국이 일부 지역을 수복하여 1954년 11월 17일 삭녕면의 수복지구가 중면에 편입되었다.
조선민주주의인민공화국은 1952년 12월 군면리 대폐합때 삭녕면 지역을 모두 강원도 철원군에 편입시켰다.
대한민국 정부는 삭녕면이 미수복 지구까지 중면에 편입된 것으로 보고 이북5도위원회에 의한 면장 임명을 하지 않는다.

## 행정 구역
| 법정리   | 한자명   | 행정리 | 비고                           |
| -------- | -------- | ------ | ------------------------------ |
| 삼곶리   | 三串里   | 삼곶리 | 면사무소 소재지                |
| 횡산리   | 橫山里   | 횡산리 |                                |
| 중사리   | 中沙里   | -      | 거주 인구 없음                 |
| 적거리   | 赤巨里   | -      | 거주 인구 없음                 |
| 마거리   | 馬巨里   | -      | 거주 인구 없음                 |
| 합수리   | 合水里   | -      | 거주 인구 없음                 |
| 적음리   | 笛音里   | -      | 삭녕면에서 편입 거주 인구 없음 |
| 진곡리   | 辰谷里   | -      | 삭녕면에서 편입 거주 인구 없음 |
| 어적산리 | 魚積山里 | -      | 삭녕면에서 편입 거주 인구 없음 |
| 적동산리 | 積洞山里 | -      | 삭녕면에서 편입 거주 인구 없음 |
| 도연리   | 陶淵里   | -      | 삭녕면에서 편입 거주 인구 없음 |

## 문화재
- 연천 삼곶리 돌무지무덤 - 삼곶리 소재, 경기도 기념물 제146호